# アファナーシー・フェート

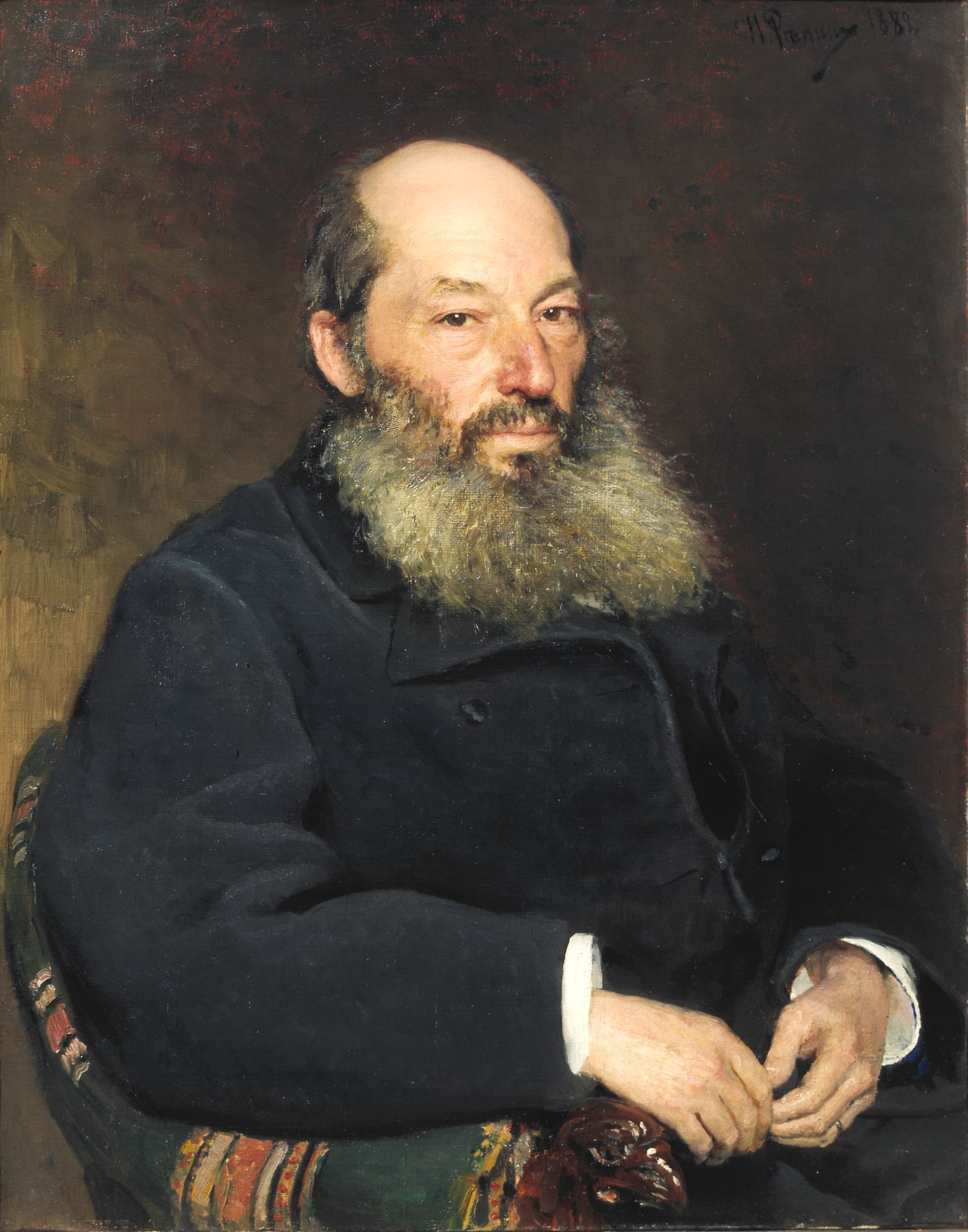
A.A. フェート

アファナーシー・アファナーシェヴィチ・フェート（ロシア語: Афана́сий Афана́сьевич Фет, ラテン文字転写: Afanasy Afanasyevich Fet、1820年12月5日 - 1892年12月3日）は、19世紀ロシアの詩人。

## 生涯・人物
オリョール州ムツェンスク（ノヴォスヨルキー）で、ロシア貴族シェンシンとドイツ人女性シャルロット・フェートの間に生まれる。ところが両親はダルムシュタットでルター派の儀式によって結婚したために、ロシアの法律では嫡出と認められず、アファナーシーは私生児の扱いを受けることになる。53歳になるまで父の姓を名乗る権利も、それに付随するいっさいの利益も得られなかったという。14歳になるとヴォル（現在はエストニア領）にあるドイツ系の寄宿学校に入れられ、1837年に歴史家ミハイル・ポゴージンが経営するモスクワの寄宿学校へ転校。翌年にモスクワ大学に入学し、法律と言語学を学ぶ。1844年に大学を卒業し、南ウクライナのヘルソンへ行き騎兵連隊の士官となる。クリミア戦争の時はエストニア沿岸を守備する任務に就いていた。1853年から旧友のイワン・ツルゲーネフに誘われて雑誌『同時代人』に参加し、その縁でレフ・トルストイとも知り合う。1857年に結婚し、翌年には軍を退職してモスクワにもどる。その後は故郷にある邸宅と所領の管理のかたわら、詩作と翻訳に励み、晩年を過ごす。

## 作風と評価
ドイツ詩人のハイネやゲーテ、スラヴ派で詩人のニコライ・ヤズイコフの影響を受けたのは大学の頃と思われる。詩は市民としての関心を歌い、社会的な声名を読み上げなければならないとされていたロシアの文学界において、フェート自身は経済問題や社会問題について反動的な立場から発言し、詩を現実からの逃避の手段と考えていた。ギリシア芸術の静的な美を賛美し、自然・音楽・恋を讃え、芸術至上主義者であるフェートは、ツルゲーネフやトルストイなどの例外を除いて同時代人には正しく理解されなかった。その一方、チャイコフスキーやリムスキー＝コルサコフ、ラフマニノフなどの音楽家に歌詞として採用され、20世紀になると、デカダン派と象徴派がロシア詩を刷新しようとした際に、フェートの作品は再評価される。